# Thomas Bailey Aldrich
Thomas Bailey Aldrich (Portsmouth, 11 novembre 1836 – Boston, 19 marzo 1907) è stato uno scrittore e poeta statunitense.
Fu anche un editore ed esploratore della sua epoca.

## Biografia
Nella sua infanzia ci furono numerosi viaggi fra cui quello che lo portò a New Orleans, dove rimase fino all'età di 10 anni. Successivamente si trasferì nuovamente a Portsmouth, per prepararsi ad entrare ad Harvard. La morte di suo padre, nel 1849, lo costrinse ad abbandonare l'idea del college e a cercarsi un lavoro al più presto: a 16 anni arriva a New York dove riesce a trovare un lavoro come impiegato nell'ufficio dello zio. Entrato nel mondo dell'editoria sarà il direttore di diversi giornali fra cui l'Atlantic City. Nel periodo della guerra civile (1861-62) diventa corrispondente per il Tribune. Nel 1865 sposò Lilian Woodman trasferendosi poi a Boston e diventando editore dell'Every Saturday, fino al 1874. Dal 1881 al 1890 diventa editor per l'Atlantic Monthly. Durante il periodo in cui Oscar Wilde fece il suo giro di conferenze in America fu avvisato dallo scrittore Clarence Stedman e rifiutò di incontrarlo.

## Opere

### Romanzi
- Storia di un ragazzo cattivo (The Story of a Bad Boy, 1870);
- Marjorie Daw e altra gente (Marjorie Daw and Other People, 1873);
- La tragedia di Stillwater (The Stillwater Tragedy, 1880).

### Drammi
- Giuditta di Betulia (Judith of Bethulia, 1904).

### Poemi
- Pampinea (1861);
- Fiore e spina (Flower and Thorn, 1877);
- Il bel libro di Fra Gerolamo (Friar Jerome's Beautiful Book, 1881);
- Mercedes e liriche più tarde (Mercedes and Later Lyrics, 1884);
- Giuditta e Oloferne (Judith and Holofernes, 1896).